# Шеммі Маємбе
Шеммі Маємбе (англ. Shemmy Mayembe; нар. 22 листопада 1997) — замбійський футболіст, захисник клубу «ЗЕСКО Юнайтед» та збірної Замбії.

## Клубна кар'єра
Дорослу футбольну кар'єру розпочав 2016 року в складі «ЗЕСКО Юнайтед», одному з найтитулованіших клубів країни. У Лізі чемпіонів КАФ дебютував 18 червня 2016 року в переможному (3:2) домашньому поєдинку 1-го туру проти каїрського «Аль-Аглі». У складі «ЗЕСКО Юнайтед» зіграв 4 матчі в Лізі чемпіонів, ще 2 поєдинки провів у Кубку конфедерації КАФ. Триразовий чемпіон Замбії.
16 вересня 2020 року підписав контракт з «Минаєм», ставши першим африканським легіонером в історії клубу і першим представником Замбії в історії УПЛ.

## Кар'єра в збірній
У 2017 році поїхав на молодіжний чемпіонат світу з футболу. У футболці молодіжної збірної Замбії дебютував 21 травня 2017 року в переможному (2:1) поєдинку 1-го туру групового етапу проти однолітків з Португалії. Шеммі вийшов на поле в стартовому складі та відіграв увесь матч. Єдиним голом за «молодіжку» відзначився 31 травня 2017 року на 107-й хвилині переможного (4:3, додатковий час) проти Німеччини. Маємбе вийшов на поле в стартовому складі та відіграв увесь матч. Заалом у складі молодіжної збірної Замбії зіграв 10 матчів, в яких відзначився 1 голом.
У футболці національної збірної Замбії дебютував 2 червня 2018 року в нічийному (0:0) поєдинку Кубку КОСАФА проти Збірної Намібії. Шеммі вийшов на поле в стартовому складі та відіграв увесь матч.
У футболці олімпійської збірної Замбії дебютував 9 листопада 2019 року в нічийному (0:0) виїзному поєдинку 1-го туру групового етапу Кубку африканських націй U-23 проти збірної ПАР. Маємбе вийшов на поле в стартовому складі та відіграв увесь матч. У листопаді 2019 року зіграв 3 матчі за олімпійську збірну країни.

## Досягнення

### Клубні
«ЗЕСКО Юнайтед»
- Суперліга Замбії
  -  Чемпіон (3): 2017, 2018, 2019
  -  Срібний призер (1): 2016

### У збірній
- Молодіжний Кубок африканских націй (U-20)
  -  Володар (1): 2017

- Кубок КОСАФА
  -  Фіналіст (1): 2018